# Kościół Świętego Krzyża i Matki Bożej Bolesnej w Dębicy
Kościół Świętego Krzyża i Matki Bożej Bolesnej w Dębicy – rzymskokatolicki kościół parafialny należący do parafii pod tym samym wezwaniem (dekanat Dębica Wschód diecezji tarnowskiej).
Jest to świątynia wzniesiona w latach 1984–1988 według projektu Antoniego Mazura. Kamień węgielny, poświęcony w dniu 2 czerwca 1982 roku przez Ojca świętego Jana Pawła II, został wmurowany w dniu 14 września 1985 roku przez biskupa Jerzego Ablewicza. Budowa została zwieńczona poświęceniem świątyni 11 grudnia 1988 roku. Budowla została konsekrowana 14 września 2002 roku przez biskupa Wiktora Skworca. Wyposażenie wnętrza zostało zaprojektowane przez Antoniego Mazura, należą do niego: ołtarze, ambonka, chrzcielnica (wykonane zostały przez firmę „Jabo Marmi" inżyniera Jacka Bokoty z Dębicy), ławki i konfesjonały (wykonane przez Jerzego Tylca), posadzka (wykonana przez Kazimierza Wolskiego z Mizernej) a także żyrandole (wykonane przez firmę Wandy Pyciak z Krakowa). Rzeźby ściany ołtarzowej (1993 rok), droga krzyżowa (1991 rok) oraz inne prace rzeźbiarskie zostały zaprojektowane i wykonane przez Wiesława Kotarbę. Witraże zaprojektował Józef Furdyna i wykonane one zostały w 2000 roku w pracowni Tomasza i Wojciecha Furdynów.